# RCS
A RCS, Edições e Produções Musicais situava-se na Rua Maria Andrade,7º 1º dto, em Lisboa. A editora também chegou a situar-se na Rua Cidade de Lobito - Olivais Sul. O radialista Luís Filipe Barros era um dos proprietários.
O maior sucesso da editora foi o single "Touch Me Now" dos Go Graal Blues Band, editado ainda em 1981.
Ainda com o boom do rock português passou a incluir a denominação Movimento "Sangue Novo" [MSN] mas os discos não tiveram grande projecção.
A banda Tempo e Modo chegou a gravar o disco "Um Mundo A Construir", nos estúdios Jorsom - RCS, Lda,  mas que não chegou a ser distribuído.
A editora também lançou alguns nomes estrangeiros destacando-se a ligação com a Snappy Songs London.

## Bandas Nacionais

### Singles
- BVB (Bombeiros Voluntários de Barcarena) - Fogo / O Homem - SPE 004 - [de Barcarena; Prod. DC Rios] - 1980
- Go Graal Blues Band Touch Me Now/Lay Me Down - RCS ROCK 4001 - [de Lisboa; Prod. LF Barros] - 1981
- Antigo Testamento - Farto/ Hiroshima - RCS ROCK 4006  [Prod. DC Rios; RCS Rock] - 1981
- Abismo - De Estação Em Estação/ O Zé... (Nas Garras da Previdência) RCS 4010 - [Prod. DC Rios; Lx-MSN] RCS 4010-MSN - 1982
- Conjunto Pauta Livre - Aumento do Custo de Vida/Frutos da Sociedade  - RCS 4011 - [da Marinha Grande, Prod. DC Rios; Lx-MSN]
- Álvaro & Lindolfo ‎– Raízes / Na Orla Da Praia - RCS 4013
- Ks'lixe - Sem Demora / Rotina - RCS 4014 - 1982
- Tharkus - Top / Rapariga da Meia Noite - RCS 4017 - 1983
- Quartzo - Cigana de Pedra/Homem de Passagem [Prod. DC Rios; Lx-MSN]
- Nova Geração - Mulher da Vida/Fumei Contigo [Prod. DC Rios; Lx-MSN]

- Alberto Silva - Madrugada Minha Amiga
- As Delice - RCS 4015 - Feliz Natal
- As Delice - RCS 4016 - Tantas Maravilhas
- Amélia Maria - Nossa Primavera / Nossa Ansiedade (RCS 4018)

### Álbuns
- Félix Heleno - Mas Quem Sou Eu (RCS 7007)
- Grupóide - Queimaram as Berlengas (RS 7008) - 1982
- Tempo e Modo - Um Mundo A Construir (RCS 7009) - 1980 [de Riachos; Produção Tempo e Modo e D. C. Rios]
- Nova Banda - À Procura de Nada (RCS 7010) - 1982

## Catálogo Estrangeiro
- Arctic Raiders (single, "jimmy Reeves/Clockwork Boys") SPE 003
- Savoir Faire (single, "Paint It Black/Baby I Love You") ROC 4002
- Savoir Faire (single, "From Lovers To Strangers/Futurist Reggae") ROC 4003
- Vários - Rock't (colectânea, 1982) ROC 4004 L
- Jeff Carline Group (álbum, "Americana", 1982) RCS FER012
- San Tiago - (álbum "The Prom" choral, 2001)

outros nomes da colectânea Rock't
- Bob Mckimlay – English Born Dixie Fried
- Cass Patton – Fun House
- John Cambridge – Two Times Table
- Mendes Prey – What The Hell
- Nigel Chappel – Whose That Crazy Cat
- Peter Jones + Sara France – Land Of The Rising Sun

## Ligações
- RNL
- Discogs
- Editora
- Art Rock
- Grupóide